# Ottaviano Ferrari
Pour les articles homonymes, voir Ferrari.
Ottaviano Ferrari, né le 25 septembre 1518 à Milan et mort dans cette même ville en 1586, est un philosophe italien du XVIe siècle.

## Biographie
Né le 25 septembre 1518 à Milan, il était de la même famille qu’Ottavio Ferrari, avec lequel la ressemblance du prénom l’a fait confondre quelquefois. On conjecture que son père se nommait Girolamo. Dans sa jeunesse il fréquenta les plis importantes universités d’Italie, s'adonna aux lettres à la philosophie et momentanément à la médecine. De retour à Milan, il y passa quelques années, son nom figure, en 1548, dans la liste des professeurs de l’université de Pavie ; il y remplissait la chaire de logique jusqu'en 1554. Il s'adonne à l’enseignement de la philosophie à Milan, dans l’école fondée l’année précédente par Paolo Canobio, la Canobienne. Ottaviano y professa dix-huit ans. Lié d’amitié avec Paul Manuce et Giulio Poggiani, il entretenait avec eux une correspondance dont on retrouve des traces dans leurs recueils épistolaires. II consacra les dernières années de sa vie à la rédaction d’ouvrages ; mais il n’avait pu terminer ses recherches sur l’origine des Romains lorsqu’il mourut, en 1586.
Son éloge funèbre fut prononcé par deux de ses amis, Bartolomeo Capra, savant jurisconsulte, qu’il avait institué son exécuteur testamentaire, et Francesco Ciceri, grammairien. La mémoire d’Ottaviano fut honorée d’une médaille, qui est gravée dans le Museum Mazzuchellianum, t. 1, pl. 89.

## Œuvres
Outre quelques Lettres latines et italiennes, imprimées avec celles de Manuce et de Poggiani, on a de Ferrari :
- De disciplina encyclio, Venise, Paul Manuce, 1560, in-4°. C’est une espèce d’encyclopédie servant d’introduction à l’étude de la philosophie d’Aristote.
- De sermonibus exotericis, Venise, id., 1575, in-4°. Cet ouvrage, très-utile aux personnes qui voudraient connaître à fond les principes du philosophe de Stagyre, a été reproduit avec le précédent par les soins de Melch. Goldast, sous ce titre : Clavis philosophiæ aristotelicæ, Francfort, 1606, in-8°.
- De origine Romanorum, Pavie, 1588, in-8°. Cette édition, donnée par Bartolomeo Capra , n’a pas été connue des bibliographes qui citent comme la première celle de Milan, 1607 ou 1617. L’ouvrage a été réimprimé par Grævius en tête du tome 1er de son Thesaur. antiquitat. romanar. Personne, dit Tiraboschi, n’a combattu plus fortement que Ferrari les fables dont Annius de Viterbe avait obscurci les origines du peuple romain ; et, bien que son ouvrage ne soit pas exempt d’erreurs, il y montre beaucoup d’érudition, employant avec un bon sens exquis, pour reconstruire l’histoire des temps qui précédèrent la fondation de Rome, les passages des meilleurs écrivains grecs et latins qu’il cite fidèlement. Ferrari avait laissé manuscrite la traduction latine de quelques morceaux d’Athénée ; celle du Traité de la cavalerie de Xénophon et des notes sur plusieurs anciens auteurs. La Storia della letteratura, ital. de Tiraboschi contient, t. 7, p. 891, une excellente notice critique sur Ferrari.